# Газовая эмболия
Га́зовая эмболи́я — заболевание, возникающее вследствие прорыва стенок альвеол с капиллярами, что приводит к выносу воздушных пузырьков в кровеносное русло. Кровь приносит их в сердце, откуда они попадают в артерии большого круга кровообращения и достигают жизненно важных органов, препятствуя их нормальному кровоснабжению и повреждая стенки кровеносных сосудов.
Попадание пузырей в мозг вызывает потерю сознания, нарушение зрения, слуха, координации движения, паралич. Попадание воздуха в коронарные артерии приводит к инфаркту миокарда. Газы в подкожных сосудах вызывают появление на коже красно-белых пятен («мраморный» рисунок кожи).
Газовая эмболия является наиболее серьёзной формой баротравмы лёгких. Она характеризуется повреждением лёгких и пульмонарных капилляров с последующим проникновением пузырьков газа в кровеносное русло.
Симптомы:
- полная неподвижность;
- сильные боли в груди;
- сильная одышка;
- головокружение;
- лицо и конечности цианотичны (синюшны);
- невнятная речь;
- возможна потеря сознания;
- дыхание частое, поверхностное, с болезненным выдохом;
- мучительный кашель с выделением пенистой мокроты с кровью;
- подвижность грудной клетки ограничена;
- пульс частый, слабого наполнения и напряжения;
- артериальное давление понижено;
- могут наблюдаться нарушение рефлексов, тонуса мышц и координации движений;
- могут отмечаться судороги эпилептического характера.

При развитии церебральной эмболии, характеризующейся проникновением пузырьков воздуха с током крови в отделы головного мозга иногда наблюдается развитие парезов и параличей. У пострадавших может наблюдаться смешанная форма баротравмы лёгких, которая характеризуется сочетанием различных видов баротравматической эмфиземы, газовой эмболии и пневмоторакса.